# サッカーモルディブ女子代表
サッカーモルディブ女子代表（サッカーモルディブじょしだいひょう）は、モルディブサッカー協会（FAM）によって編成される女子サッカーのナショナルチームである。アジアサッカー連盟所属。2003年に結成され、2004年10月1日にミャンマー代表と初の国際試合を行った。
現在の監督は日本サッカー協会から派遣されている河本菜穂子。2014年秋にSAFF女子選手権出場の為短期派遣にて監督を務め、同大会で公式戦国際試合初勝利を挙げたことからモルディブ連盟より評価を受け、2015年3月より1年間の契約で再派遣されている。

## 成績
（代表結成後の戦績のみ記載）

### ワールドカップ
- 2003 - 不参加
- 2007 - 予選敗退
- 2011 - 予選敗退
- 2015 - 不参加
- 2019 - 不参加

### オリンピック
- 2004 - 不参加
- 2008 - 予選敗退
- 2012 - 不参加
- 2016 - 不参加
- 2020 -

### アジアカップ
- 2003 - 不参加
- 2006 - 予選敗退
- 2008 - 不参加
- 2010 - 予選敗退
- 2014 - 不参加
- 2018 - 不参加

### アジア競技大会
- 2006 - 不参加
- 2010 - 不参加
- 2014 - グループリーグ敗退
- 2018 - グループリーグ敗退

### 南アジア競技大会
| 開催年 | 結果               | 試合 | 勝利 | 引分 | 敗戦 | 得点 | 失点 |
| ------ | ------------------ | ---- | ---- | ---- | ---- | ---- | ---- |
| 2010   | グループリーグ敗退 | 3    | 0    | 1    | 2    | 3    | 10   |
| 合計   | 1/1                | 3    | 0    | 1    | 2    | 3    | 10   |

### インド洋競技大会
- 2014 - 初めて参加

### SAFF女子選手権
SAFF女子選手権
- 2004 - グループリーグ敗退

### AFF女子選手権
AFF女子選手権には、第1回の2004年大会にのみゲストとして参加した。
- 2004 - グループリーグ敗退

## FIFAランキング
- 初登場 - 100位(2004年12月)
- 最高順位 - 91位(2009年12月)
- 最低順位 - 124位(2011年12月)